# Platypilumnus inermis
Platypilumnus inermis is een krabbensoort uit de familie van de Mathildellidae. De wetenschappelijke naam van de soort is voor het eerst geldig gepubliceerd in 1985 door Guinot.